# Ya (Burkina Faso)
Pour les articles homonymes, voir Ya.
Ya est une commune rurale située dans le département de Silly de la province de Sissili dans la région du Centre-Ouest au Burkina Faso.

## Éducation et santé
La commune accueille un centre de santé et de protection sociale (CSPS).